# Z-21 (vrtulník)
Z-21 je čínský těžký útočný vrtulník, který je podle dostupných informací ve fázi vývoje. Je považován za nástupce lehčího typu WZ-10 a představuje posun v čínské koncepci nasazení vrtulníkových jednotek, zejména v náročném horském terénu nebo při případných výsadkových operacích v oblastech jako Tchaj-wan.

## Vývoj a první veřejné snímky
První snímky Z-21 se objevily na jaře 2024 na čínských sociálních sítích, kde byly zveřejněny záběry zachycující vrtulník ze spodní perspektivy při letu. Z fotografií a analýz vyplývá, že vrtulník vychází z transportní platformy Z-20, která sama čerpá inspiraci z amerického vrtulníku UH-60 Black Hawk.
Z-21 se vyznačuje pevným podvozkem, dvojicí postranních závěsníků pro výzbroj a upravenými výfuky směřujícími vzhůru, což má sloužit ke snížení zranitelnosti vůči protiletadlovým střelám s infračerveným naváděním.

## Technické charakteristiky
Podle dostupných snímků připomíná Z-21 svým designem americký AH-64 Apache, zejména tvarem kabiny a uspořádáním postranních nosníků pro výzbroj. Výraznou změnou oproti WZ-10 je použití silnější pohonné jednotky, která umožňuje lepší výkon ve vysokohorských oblastech, což bylo testováno například v Tibetu.
Na čelní části trupu je patrné zařízení připomínající pitotovu trubici, což naznačuje, že vrtulník je stále ve fázi prototypových letových zkoušek.

## Strategický význam a taktické využití
Z-21 byl zřejmě navržen jako odpověď na limity vrtulníku WZ-10, zejména v oblastech s řídkým vzduchem nebo tam, kde je potřeba větší nosnost a výdrž. V kontextu možného vojenského konfliktu o Tchaj-wan by takový stroj mohl hrát klíčovou roli při podpoře výsadkových operací, ničení pozemních cílů a zajišťování elektronického boje.
Zatímco WZ-10 by pravděpodobně sloužil nadále jako základní útočný vrtulník, Z-21 by plnil roli těžkého stroje určeného k přímé palebné podpoře v nejnáročnějších podmínkách.

## Inspirace ruským Ka-52

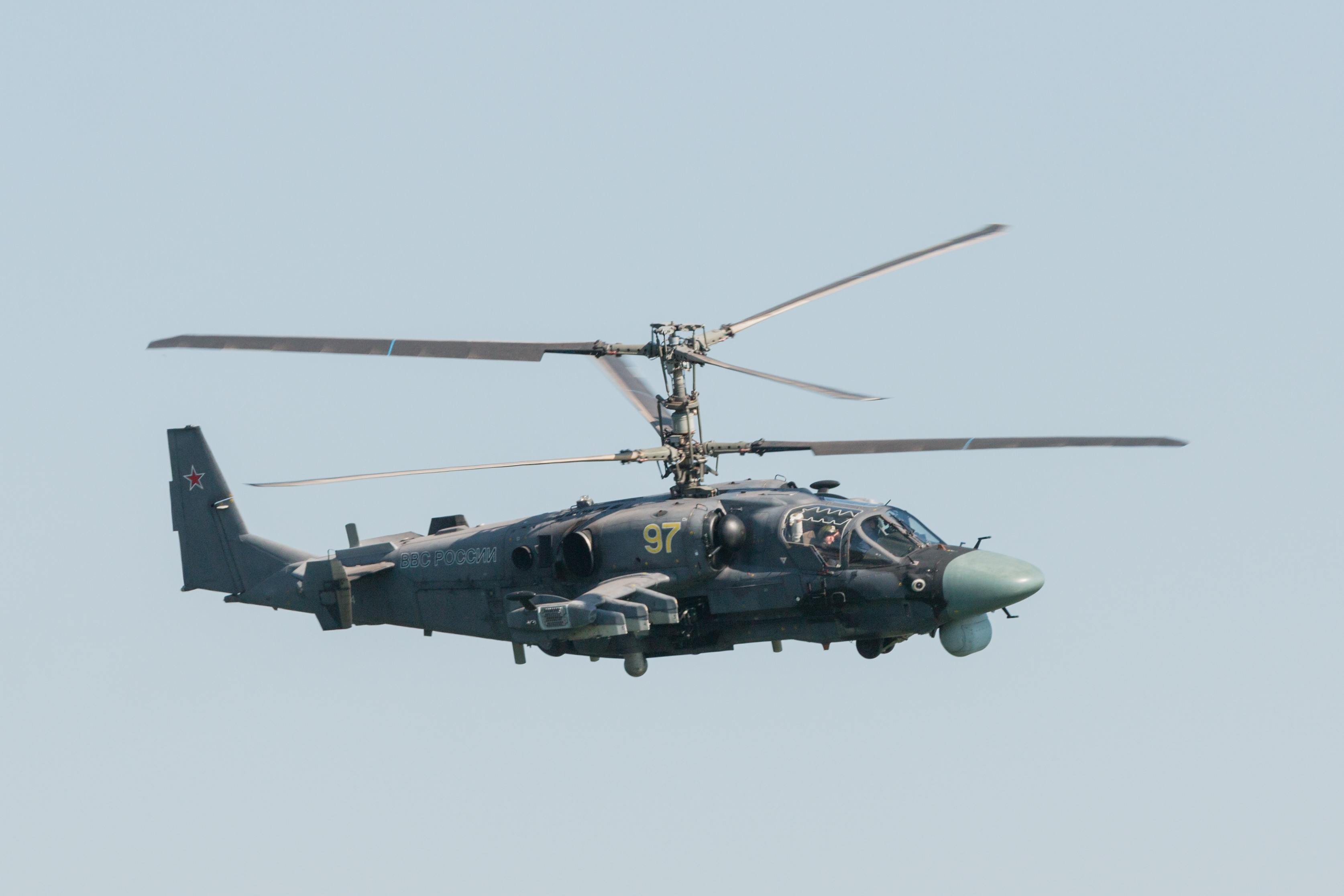
Ka-52 „Aligator“ na letecké přehlídce v den města Voroněž, 2014

Analytici se shodují, že čínská armáda pečlivě sleduje způsob nasazení ruských vrtulníků Ka-52 „Alligator“ během války na Ukrajině. Tyto stroje se ukázaly jako efektivní zejména při nočních operacích, úderech zpoza terénních překážek a v režimu „udeř a uteč“. Čína podle odborníků může přebírat nejen technologické inspirace, ale také taktické postupy využívané Ruskem.

## Neoficiální charakter a nenápadná prezentace
Zatímco jiné moderní čínské vojenské projekty jsou často prezentovány se značnou pompou, Z-21 se doposud objevoval pouze ve formě uniklých snímků a chybí mu oficiální prezentace ze strany čínského ministerstva obrany. To může naznačovat pragmatický přístup čínské armády, která směřuje k nasazení zbraní s reálným bojovým přínosem, nikoli pouze k demonstračním účelům.